# Cyclacanthia
Cyclacanthia is een geslacht van sponsdieren uit de klasse van de Demospongiae (gewone sponzen).

## Soorten
- Cyclacanthia bellae (Samaai, Gibbons, Kelly & Davies-Coleman, 2003)
- Cyclacanthia cloverlyae Samaai, Govender & Kelly, 2004
- Cyclacanthia mzimayiensis Samaai, Govender & Kelly, 2004